# يو ميونغ هي
يو ميونغ هي من مواليد 5 سبتمبر عام 1954 هي عالمة أحياء دقيقة من كوريا الجنوبية، وتعمل حاليًا كرئيسة للاتحاد الكوري لجمعيات المرأة للعلوم والتكنولوجيا.  في يوليو 2010 وفي عهد الرئيس لي ميونغ باك تم تعيينها كرئيسة سكرتارية افتتاحية لمكتب تخطيط إستراتيجية المستقبل وخدمت حتى فبراير 2013. 

## النشأة والتعليم
ولدت يو في سيول.  وأدركت أنها كانت مهتمة بالعلوم والتكنولوجيا عندما كانت في المدرسة الإعدادية.  حصلت يو على درجة بكالوريوس العلوم في علم الأحياء المجهرية من جامعة سيول الوطنية عام 1977 وشهادة الدكتوراه في علم الأحياء الدقيقة من جامعة كاليفورنيا، بيركلي عام 1982.  وعملت لاحقاً كزميل لما بعد الدكتوراه في معهد ماساتشوستس للتكنولوجيا (MIT) في عام 1985.

## المسيرة المهنية

### البحث العلمي
بعد العودة إلى كوريا عملت يو في معهد أبحاث كوريا للعلوم البيولوجية والتكنولوجيا الحيوية حتى عام 2000.  وعملت بعد ذلك في المعهد الكوري للعلوم والتكنولوجيا وشغلت منصب باحثة رئيسية في العلوم.  ركز الكثير من أبحاث يو على فتح هيكل البروتين ألفا 1 أنتي تريبسين وإعادة طيه وهو بروتين سربيني.  عملت يو وفريقها البحثي على اكتشاف ماهية الأحماض الأمينية التي من شأنها تثبيط أنواع معينة من الطفرات مثل طفرة tsf وهي خلل في طي البروتين.  كما أنها حصلت على براءة اختراع ألفا -1 انتريتريبسين موتين مع رابطة ثاني كبريتيد وطريقة إعداده مع مجموعتها البحثية. 
ظهر عملها في مجلة Nature [12] وفي مجلة أبحاث البروتيوم  ووقائع الأكاديمية الوطنية للعلوم بالولايات المتحدة الأمريكية،  مجلة البيولوجيا الجزيئية،  مجلة البيولوجية الكيمياء، وتقارير BMB وغيرها.  تم الاستشهاد بعملها بشكل كبير في مجالات الكيمياء الحيوية وعلم الوراثة والبيولوجيا الجزيئية والمناعة وعلم الأحياء المجهرية.

### العمل العام
شغلت يو منصب مديرة مركز البروتينات الوظيفية وهو جزء من برنامج البحث والتطوير في القرن الحادي والعشرين وذلك في المعهد الكوري للعلوم والتكنولوجيا من يوليو 2002 إلى يوليو 2010.  في عام 2010، تم تعيينها في منصب جديد في حكومة كوريا الجنوبية: المسؤولة الأعلى للمستقبل الوطني.  وشملت مسؤولياتها الإشراف على الاتصالات الحكومية فيما يتعلق بالعلوم والتكنولوجيا والمساعدة في ترويج التكنولوجيات الخضراء ومنخفضة الكربون.  كما شغلت منصب رئيس الجمعية الكورية للفيزياء الحيوية من 2009 إلى 2010، ورئيسة منظمة جينوم كوريا في عام 2010. 

## الجوائز والتقدير
- جائزة Mock-Am من الجمعية الكورية للبيولوجيا الجزيئية (1996) [22][7]

- جائزة لوريال - اليونسكو للنساء في العلوم (1998) [9][22]

- جائزة مدينة سيول الثقافية (2001) [22][7][6]

- وسام العلوم والتكنولوجيا وميدالية Ungbi، من الحكومة الكورية (2004) [22][7]